# Collema euthallinum
Collema euthallinum är en lavart som först beskrevs av Alexander Zahlbruckner, och fick sitt nu gällande namn av Degel. Collema euthallinum ingår i släktet Collema och familjen Collemataceae.   Inga underarter finns listade i Catalogue of Life.